# Grad Čabar
Grad Čabar är en stad i Kroatien.   Den ligger i länet Gorski kotar, i den nordvästra delen av landet, 110 km väster om huvudstaden Zagreb.